# Gadžin Han
Gadžin Han je gradić i centar istoimene općine u istočnoj Srbiji. Pripada Nišavskom okrugu.

## Stanovništvo
U naselju Gadžin Han živi 1.245 stanovnika, od toga 990 punoljetna stanovnika, a prosječna starost stanovništva iznosi 38,8 godina (38,1 kod muškaraca i 39,4 kod žena). U naselju ima 440 domaćinstava, a prosječan broj članova po domaćinstvu je 2,83.
| Etnički sastav |            |        |
| Narod          | Stanovnika | %      |
| Srbi           | 1.166      | 93,65% |
| Romi           | 29         | 2,32%  |
| Crnogorci      | 10         | 0,80%  |
| Hrvati         | 3          | 0,24%  |
| Muslimani      | 3          | 0,24%  |
| ostali         | 4          | 0,32%  |
| nepoznato      | 26         | 2,08%  |

| broj stanovnika | 931   | 951   | 879   | 903   | 997   | 1131  | 1245  |
|                 | 1948. | 1953. | 1961. | 1971. | 1981. | 1991. | 2001. |